# オーケストラ

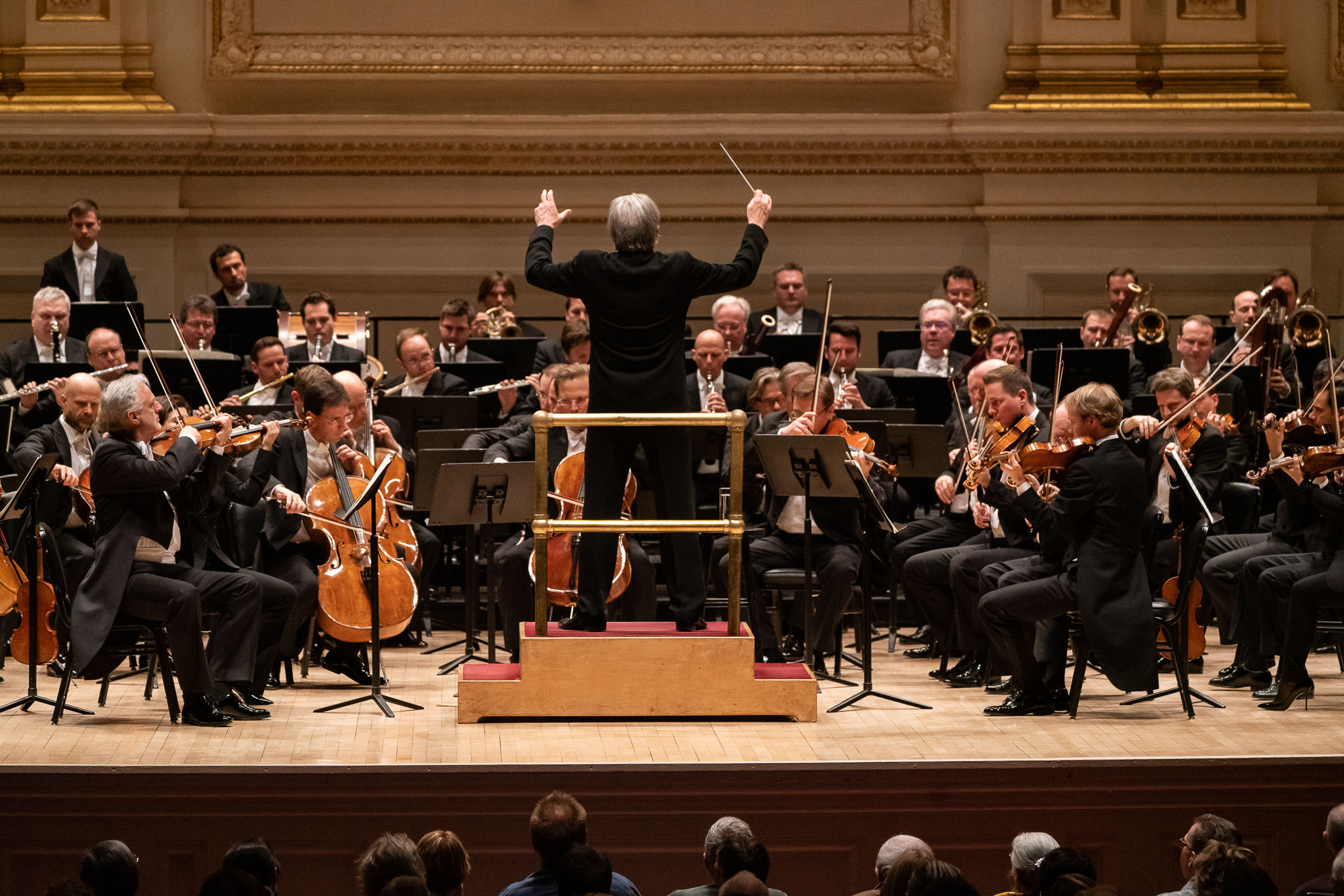
ウィーン・フィルハーモニー管弦楽団

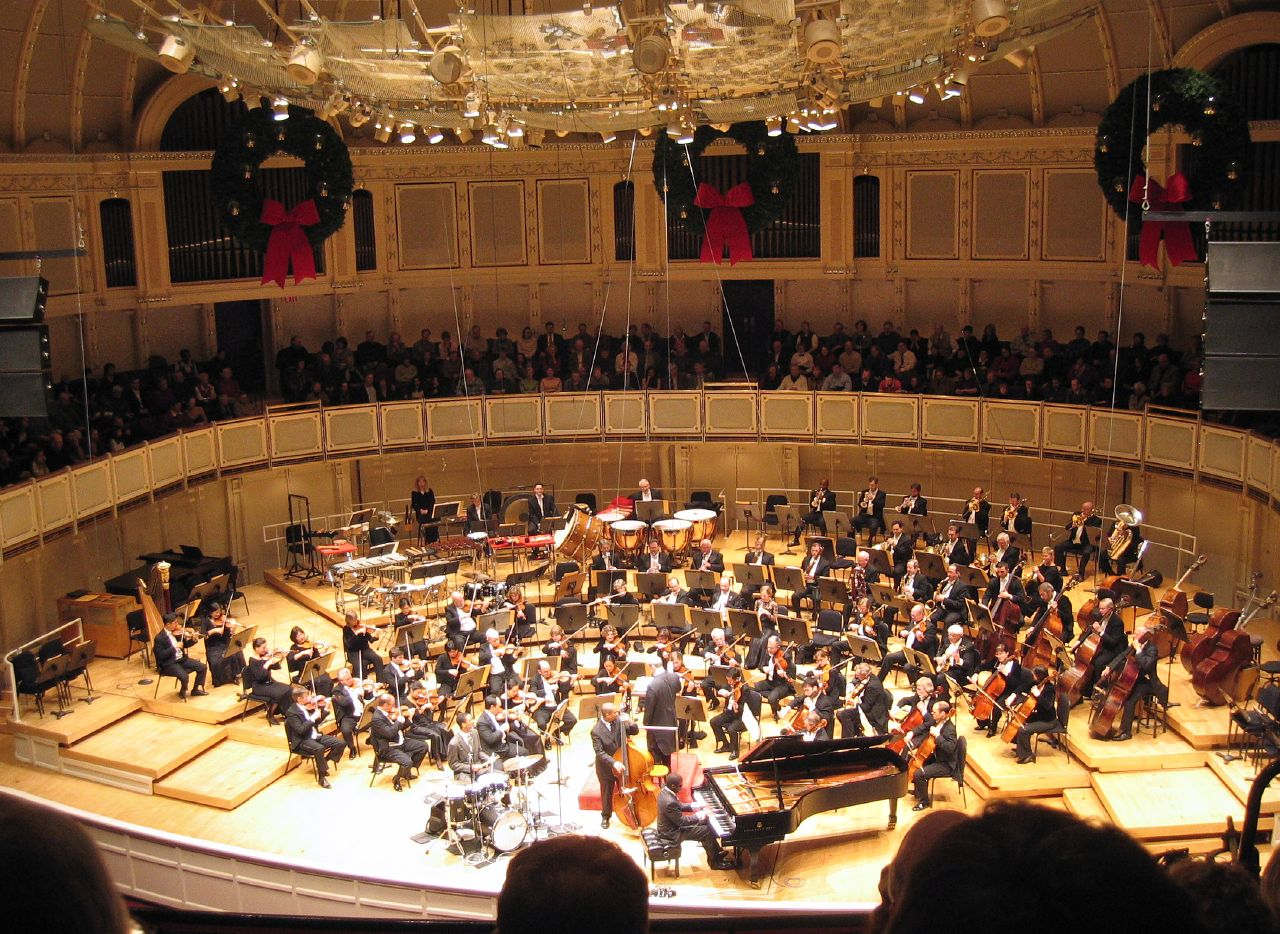
シカゴ交響楽団

オーケストラ（伊/英: Orchestra）は、管弦楽を多重編成で演奏する団体。

## 概要
現在では、ロマン派音楽の頃に多かったオーケストラ編成が「標準的な編成」とされている。古典的な作品の演奏ではこれよりも若干小規模となり、それに対し近代的な作品の演奏ではより大規模なオーケストラとなる場合がある。これらの編成は、主要な管楽器の員数によって二管編成、三管編成、四管編成などと呼ぶ。団体としてのオーケストラの構成員の数は様々なので、団体と作品によっては通常の団員に加えて臨時参加の奏者を加えて演奏することもある。
→#編成
なお、演奏の質が高く評価されているオーケストラは主にプロフェッショナルのオーケストラであるが（→#評価）、それ以外にアマチュア・オーケストラも存在している。

### 「Orchestra オーケストラ」という語の歴史
「Orchestra」は、古代ギリシアのギリシャ語のオルケーストラ（ορχηστρα）に由来する。これは舞台と観客席の間の半円形のスペースを指しており、（そこにコロス（合唱隊。）が配置され）、舞踊、器楽、合唱などが行われた。
近代になり、「Orchestra」は劇場の平土間席（1階の舞台正面の席）の呼称になった。また、オペラの上演などでは、舞台と観客席の間で奏する器楽奏者のグループも「Orchestra」と呼ばれるようになった。
さらに時代が下ると、器楽奏者のグループがオペラから独立して演奏する場合でも「Orchestra」と呼ばれるようになった。
- 古代ギリシアの劇場のオルケストラ。この図ではOrquestraと書かれている。舞台と観客席の間の部分。
- 近代になり、オペラの舞台と観客席の間で演奏する器楽奏者のグループも「オーケストラ」と呼ばれるようになった。
- 現代のオーケストラ。この写真ではステージ上におり、主要な存在である。

### 種類と名称

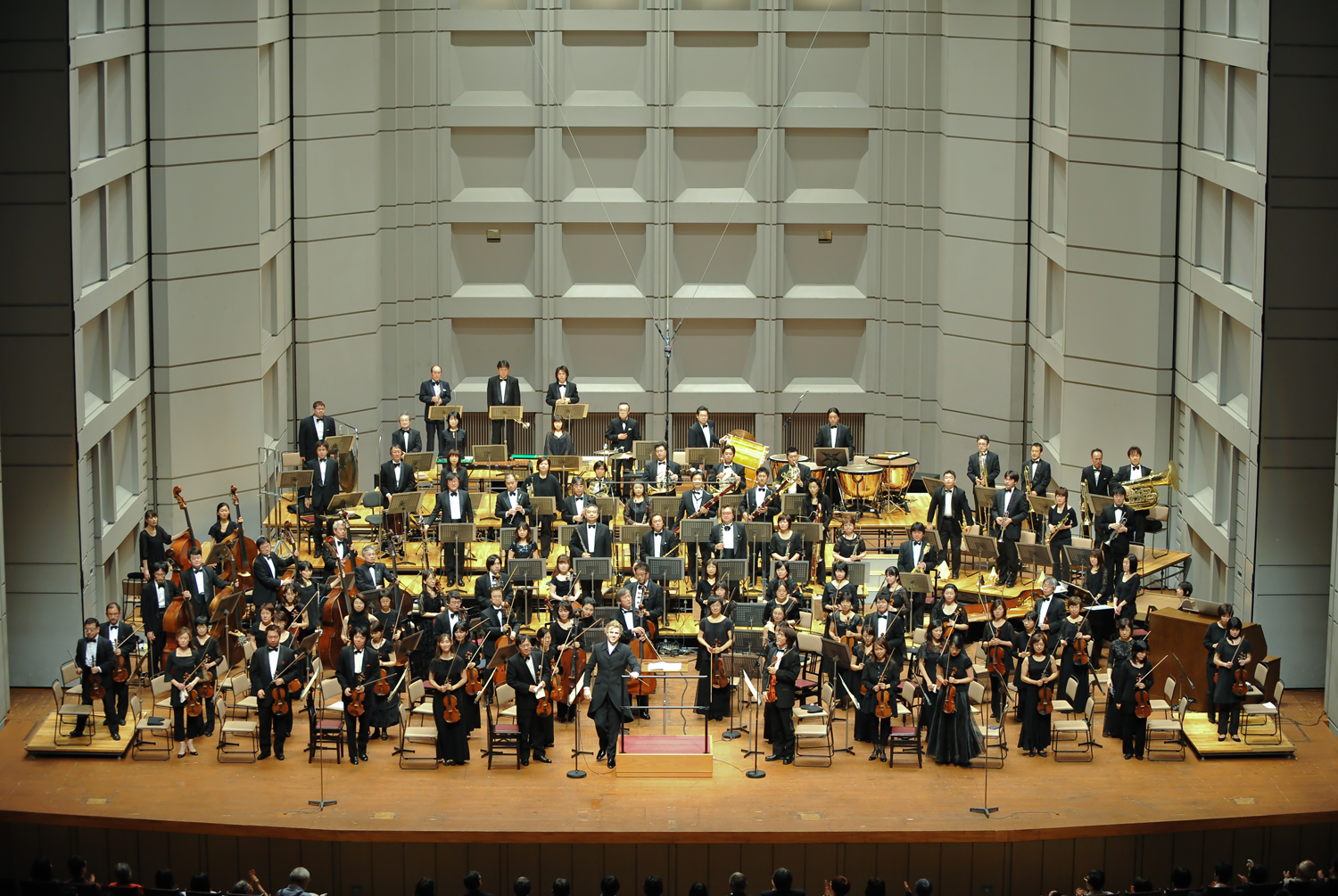
東京フィルハーモニー交響楽団

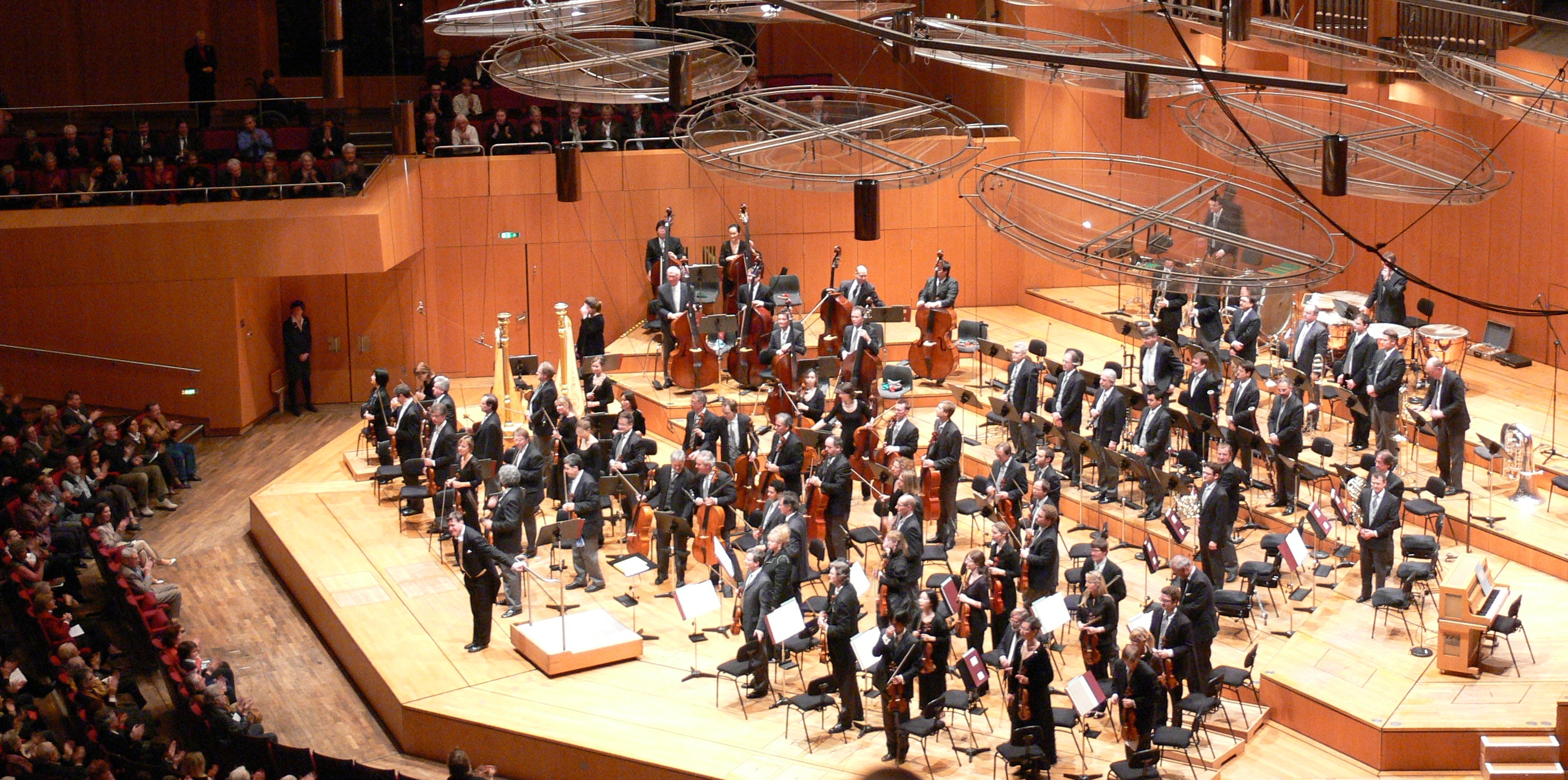
ミュンヘン・フィルハーモニー管弦楽団

- 英語のSymphony orchestra シンフォニー・オーケストラ、ドイツ語のSymphoniker は日本語では「交響楽団」と訳される（シカゴ交響楽団、ウィーン交響楽団など）。
- 英語のPhilharmonic orchestra、ドイツ語の Philharmoniker、Philharmonie は日本語では「フィルハーモニー管弦楽団」と訳される（ベルリン・フィルハーモニー管弦楽団など）。Philharmonic は「音楽を愛好する」という意味のギリシャ語に由来している。なお英語圏でもPhilharmonicなどのみで「orchestra」含まない名称の管弦楽団も多数存在する（ニューヨーク・フィルハーモニックなど）。
- ロシアや日本では両者が混合した「フィルハーモニー交響楽団」という名称もある（サンクトペテルブルク・フィルハーモニー交響楽団、大阪フィルハーモニー交響楽団など）。

なおフィルハーモニーを含むかどうかの違いは「楽団の維持費が寄付によるかどうかである」とする説もあるが、現状では曖昧に使用されている。ポピュラー音楽と比べ、演奏に必要な楽員の数が圧倒的に多いため、その存立には演奏収入以外にも経済的根拠が必要であり、それが富裕層の私的財産なのか、公的な補助金なのか、市民らの寄付なのかという違いもあり、名称にまで影響を与えている。
- ドイツ圏ではkapelleを名称末尾に置く団体もあり、管弦楽団（Staatskapelleであれば州立管弦楽団または国立管弦楽団）と訳される。
- 室内オーケストラ（chamber orchestra）は10～20名程度の小規模なオーケストラを指す[3]。

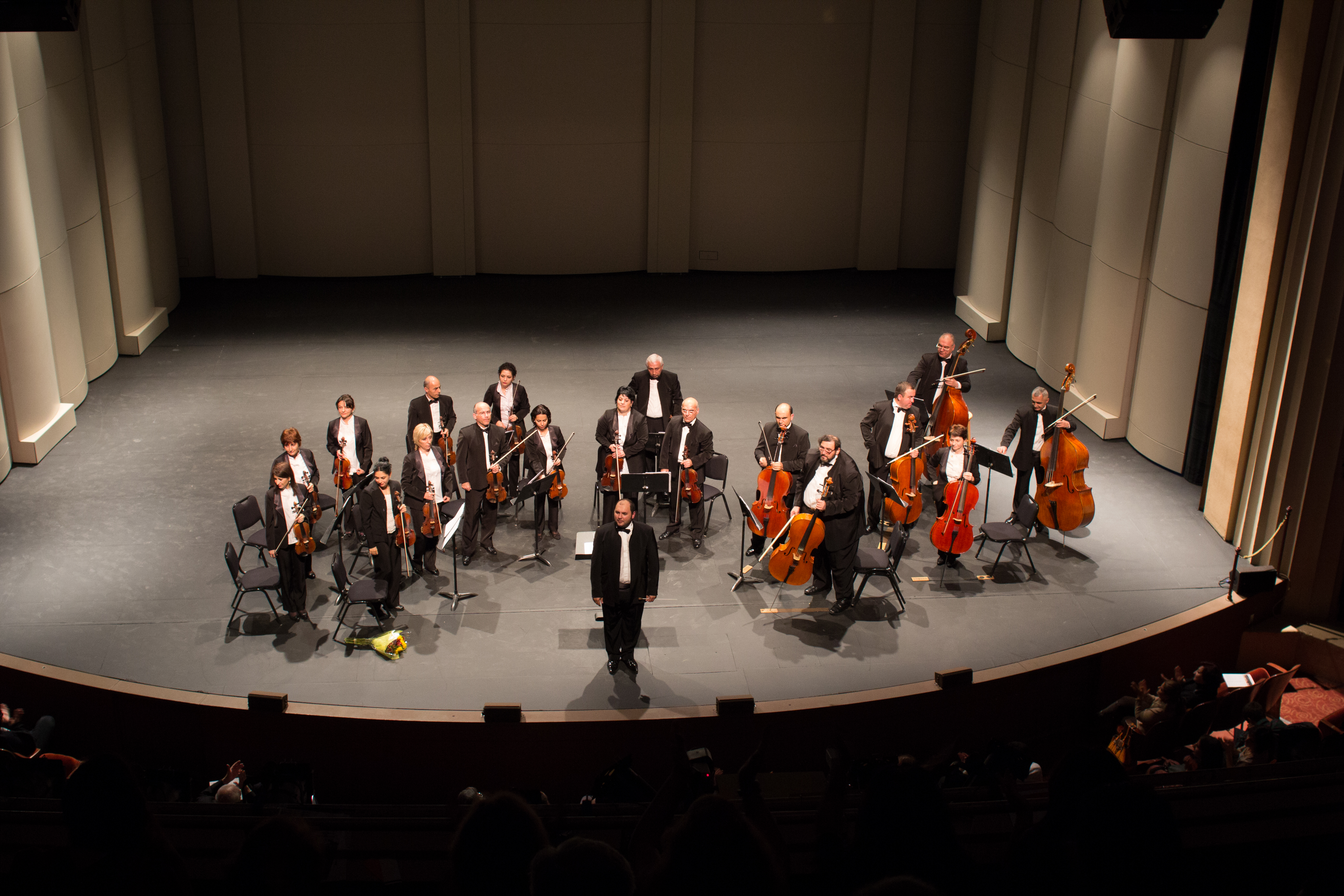
室内オーケストラ（chamber orchestra）の例。アルメニア国立室内オーケストラ。

- 一般的なオーケストラは1声部を複数で担当し、通常、指揮者により統制されて演奏する。各声部は弦楽器・管楽器（木管楽器および金管楽器）・打楽器があり、さらには鍵盤楽器や、現代的には電気楽器も加わる場合もある。主にクラシック音楽を演奏するが、ラテン音楽やジャズ、その他のジャンルを演奏する団体もある。
  - なおクラシックのオーケストラが母体となって、別名を名のりつつポップス・オーケストラとして活動することもあり、これは母体と同様の楽器編成であるが、軽めのクラシックやポピュラー音楽を演奏する。
- ポピュラー音楽専門のオーケストラは、イージーリスニングなど四部または五部のストリングス（四部の場合は五部からチェロかコントラバスのどちらかが省かれることが多い）に自由な編成の管楽器、打楽器、エレキギターを加える。
- ダンス音楽や行進曲などを演奏する小規模な編成のオーケストラはバンドなどとも呼ばれる。
- フルートオーケストラやマンドリンオーケストラ、ウインドオーケストラ（管楽器のみ）という言葉も使用されているが、それらは以下で述べる厳密な意味でのオーケストラではない。マハヴィシュヌ・オーケストラ、イエロー・マジック・オーケストラなどのように、3～5名編成でもあえてこの名を用いるバンドについても同様である。

## 歴史
現在の弦楽合奏に管楽器の加わった管弦楽の起源としては、ヴェネツィア楽派の大規模な教会音楽や、その後のオペラの発展が重要である。古典派期には交響曲や協奏曲、オペラの伴奏として大いに発展し、コンサートホールでの演奏に適応して弦楽を増やし大規模になり、またクラリネットなど新しい楽器が加わって、現在のような形となった。グルックのオペラ『オルフェオとエウリディーチェ』において、ピッコロ、クラリネット、バスドラム、トライアングル、シンバルがオーケストラに加わった。
ロマン派音楽ではさらに管楽器の数や種類が増え、チャイムやマリンバ、グロッケンシュピールなどの打楽器が加えられた。時にはチェレスタ、ピアノなどの鍵盤楽器やハープが登場するようにもなった。

## 運営・組織
多くのプロ・オーケストラは常設かつ専門の団体である。
歌劇場のオーケストラピット内での活動を主とするオーケストラはドイツを中心に多数存在し、そのほとんどがオペラのみならず演奏会も行う。ウィーン国立歌劇場の管弦楽団員の中から組織されるウィーン・フィルハーモニー管弦楽団は、その一例である。ドイツ圏はあわせて下記の放送交響楽団や、いずれにも属さないコンサートオーケストラも非常に盛んなこともあり、世界でも群を抜いたオーケストラ大国となっている。東西ドイツ統一時にはプロオーケストラの合計数200といわれた（オーストリアやスイスは含まれない）が、現在は統合により若干減少している。ただし、税金の補助が厚いため、たとえば概ね自主運営に頼るロンドンの5大オーケストラが70～90名編成で大曲演奏の際はエキストラを入れているのに対し、人口7万の都市に拠るバンベルク交響楽団ですら110名編成を擁する（同団は元は大都市プラハを基盤にしていたという特殊な歴史的事情もあるが）など、全体にフル編成志向が強い。これは、ローテーション式が多い歌劇場管弦楽団の伝統も影響している。オーケストラは小編成で発足して徐々に拡充していく例が一般的で、大編成オーケストラは財政基盤が安定していることが多いため、編成の大きさがそのままオーケストラの格付けに結びつくように誤解されることもあるが、必ずしもそうではなく、あえて三管編成にとどまったまま世界一流と見なされる団体もロンドンなどをはじめ多く存在する。
また、放送局が専属のオーケストラを持つ例も多い（放送オーケストラ）。これはもともと、番組のテーマ曲、ドラマの伴奏、各種の放送用音楽を調達しやすくするために所有しはじめたのが根源であり、大小さまざまな放送局がそれぞれの経済規模にあったオーケストラを所有していた。大きな放送オーケストラは、主に国家予算で運営されてきた、世界の国営放送局や、それらにかわる公共放送局などであり、放送の歴史が長い欧州に多い。ラジオフランスに代表される各国の国営放送直営の楽団や、ドイツの各地域を担当する公共放送局の楽団（バイエルン、ベルリン、北ドイツなど）などがその例である。BBCも有名交響楽団を持つ公共放送局である。また、商業放送会社が所有したオーケストラの一例として米国のNBCが所有していたNBC交響楽団がある。日本においてはABCがABC交響楽団ほか複数の管弦楽団を所有し、演奏会のほかに、放送番組用の音楽を多数演奏した。また日本フィルハーモニー交響楽団は、当初文化放送の専属オーケストラとして誕生し、フジテレビジョンと専属契約を結んでいた。NHK交響楽団は独立した財団法人ではあるが、日本放送協会（NHK）と密接な関係を有しており、放送局付属オーケストラに準ずる存在となっている。また、ベルリンの米軍占領地から東ドイツに向けて放送されていたRIASが所有していたベルリン放送交響楽団などもあり、現在も名を変えて活動している。
地方都市に本拠を置く楽団の場合は、楽団の運営資金の多くを自治体に依存して運営されていることがある。この場合、自治体の財政状態に楽団の運営も左右されがちになっている。
反面、独立の団体としてのオーケストラは、オーナーからの定期的な演奏の発注がないため、定期演奏会の入場料やレコード録音の契約料を頼みにしなければならず、優れた契約スポンサーを持っているか、ごく一部の人気楽団や経営形態の改善に成功した楽団を除けば、これだけで存立することは難しい。オーナーやスポンサーの引き揚げによって、独立運営を強いられるケースもあり、これは直接オーケストラの存続に関わる。海外ではEMIの支援を失ったフィルハーモニア管弦楽団の解散、日本でも1972年の日本フィルハーモニー交響楽団の解散・分裂などの事例が発生している。上2件は再建に成功した例だが、NBC交響楽団はスポンサー撤退、新組織以降後９年で消滅した。日本のABC交響楽団に至っては名義の継承先が転々として解散時期すら明確に記録されていない。
以上のような常設楽団に対し、毎年の音楽祭などで臨時に集まる音楽家によって組織されるものも存在する。例えばバイロイト祝祭管弦楽団が有名なものであり、日本ではサイトウ・キネン・フェスティバル松本の際に結成されるサイトウ・キネン・オーケストラなどがある。これらは、その都度メンバーが変わることも多く、特にバイロイト祝祭管弦楽団はウィーン・フィル団員が多数を占めた時期、ベルリン国立歌劇場管弦楽団員が主体であった時期など、年度によって響きが大きく変わっているといわれる。また、通常は楽員が個別の音楽活動をし、コンサートの度に集まる形で運営されている非常設楽団も存在する。日本では静岡交響楽団や浜松フィルハーモニー管弦楽団、Meister Art Romantiker Orchesterなどがその例である。

### 新型コロナウイルスのパンデミックのダメージ
2020年にはじまった新型コロナウイルス感染症の世界的流行で、世界各地のオーケストラは大きなダメージを受けた。観客を集めるコンサートが、感染防止のため開催できなくなり、その収入が途絶え、楽団員に給与として支払えるお金の総額が大幅減となったり途絶えるなどしたり、楽団員が大量解雇されることも世界各地で起きた。最低限の存続すら危うくなり、消滅の危機に瀕したオーケストラも多かった。
（なお、オーケストラに経済的ダメージが生じた因果関係の経路は複数あり）オーケストラの演奏を聴くために観客が国境を超えて旅をすることもパンデミック中は止まってしまったことも挙げられ、さらに言うと観光都市は観光客がすっかり途絶え、市の観光産業からもたらされる税収が激減してしまい市の財政が悪化し、これが市のあらゆる活動にダメージを与え、市によって運営されているオーケストラに割り当てるためのお金も減ったり無くなってしまうということが起きた。
ダメージの大きさが分かる事例を挙げると、たとえばアメリカのサンアントニオ交響楽団の運営の側は2021年9月、長期のパンデミックが原因の財政難を理由として楽団員を72人から42人へと大幅削減するうえに（解雇しない楽団員についても）給与を2/3に減額すると提案・告知。その判断に対して楽団員らの側はストライキで抵抗するということも起きた。
日本でもやはり大きなダメージがあり、日本オーケストラ連盟によると、加盟37楽団のうち、楽団員が給与だけで生計を立てられるのは元々約半数であったが、日本での新型コロナウイルス・パンデミックの社会的影響はやはり日本のオーケストラにも大きなダメージを与え、多くの公演が中止・延期になり、給与はさらに減少した。学校等で教える仕事も臨時休校で中止となり、楽団の収入減少により団体存続の危機が起きている。楽団に所属しない個人演奏家の場合はさらに深刻で、オーケストラにエキストラ出演するフリーランスの演奏家は必要不可欠だが、公演中止のほか講師の仕事もなくなり、自宅での個人レッスンのみで、個人収入が減っているという。

## 編成
第1ヴァイオリンからコントラバスまでの弦五部は多くの場合、各部の人数が演奏者に任されているが、現代では一般的に次のようなパターンがある。
| 管楽器の規模の例 | 型   | 第1ヴァイオリン | 第2ヴァイオリン | ヴィオラ | チェロ | コントラバス | プルト比率     |
| ---------------- | ---- | --------------- | --------------- | -------- | ------ | ------------ | -------------- |
| 二管編成         | 8型  | 8人             | 6人             | 4人      | 3人    | 1～2人       | 4：3：2：1：1  |
| 二管編成         | 10型 | 10人            | 8人             | 6人      | 4人    | 2～4人       | 5：4：3：2：1  |
| 二管編成         | 12型 | 12人            | 10人            | 8人      | 6人    | 4人          | 6：5：4：3：2  |
| 三管編成         | 14型 | 14人            | 12人            | 10人     | 8人    | 6人          | 7：6：5：4：3  |
| 四管編成         | 16型 | 16人            | 14人            | 12人     | 10人   | 8人          | 8：7：6：5：4  |
| 四管編成         | 18型 | 18人            | 16人            | 14人     | 12人   | 8～10人      | 9：8：7：6：5  |
| 五管編成         | 20型 | 20人            | 18人            | 16人     | 14人   | 10人         | 10：9：8：7：5 |

管楽器は原則として楽譜に書かれた各パートを1人ずつが受け持つ。ただし実際の演奏会では、倍管といって管楽器を2倍にしたり、「アシスタント」と呼ばれる補助の奏者がつくこともある。
楽譜に示されたオーケストラの編成の規模を示すのに、二管編成、三管編成、四管編成という言葉が使われる。いずれも木管楽器の各セクションのそれぞれの人数によっておおよその規模を示す。

### 中世音楽
この時代の西洋にはオーケストラは存在しないと言われている。しかし西洋以外では、当時の中国宮廷音楽は数百人の合奏による音楽が演奏されていることを示す資料が発掘されている。

### ルネサンス音楽
モンテヴェルディはスコア序文に楽器編成を書いた世界初の作曲家である。そこにはオーケストラの黎明期の編成が記されている。

### バロック音楽
バロック期のオーケストラでは、管楽器は各パート1名、ヴァイオリンは2パート2～3名ずつ、ヴィオラ、チェロ2名、コントラバス、ファゴット、鍵盤楽器各1名という程度の規模が多く、大規模でも総勢20名程度のものであった。弦楽を含めた全てのパートを各1名で奏することもある。そのため、バロック期のオーケストラは室内楽あるいは室内管弦楽の範疇とされることもある。なお、1749年ヘンデルによって作曲された管弦楽組曲「王宮の花火の音楽」では、大国イギリスの国家行事という特殊事情もあり、現在考えても膨大な100人という規模の楽団によって、式典の屋外会場で盛大に演奏された（参照：巨大編成の作品#そのほか）。
次に示すのは、18世紀前半頃の後期バロック音楽（J.S.バッハやテレマン、ヘンデル等の盛期）の曲に多く見られる、規模の大きめな管弦楽編成の例である。
- 木管楽器
  - オーボエ（曲によってはオーボエ・ダモーレ） 2 ほとんど欠かさず
  - フルート 2 しばしば （曲によってはリコーダー 2）
  - オーボエ・ダ・カッチャ（コーラングレの先祖） 時による
  - ファゴット1 時により旋律楽器として。その場合もふつう通奏低音を兼ねる。
- 金管楽器
  - トランペット（D管） 2～3 祝祭的な曲においてしばしば
  - ホルン 2 時による
- 打楽器
  - ティンパニ 2（1対） 通常、トランペットとセットで
- 弦楽器
  - 第1ヴァイオリン
  - 第2ヴァイオリン
  - ヴィオラ
- 通奏低音
  - チェロ
  - ファゴット しばしばチェロの補強として
  - コントラバス（またはヴィオローネ） チェロの8度下
  - チェンバロ 低音部の旋律と、それに付随する和音を即興で奏でる
  - ポジティフ・オルガン 宗教的な曲においては欠かさず

### 古典派音楽の二管編成
古典派二管編成は、フルート、オーボエ、クラリネット、ファゴットが各2名（ピッコロが加わるなどの多少の増減はあり得る）で、ホルンやトランペットも2名程度、ティンパニ、弦楽五部（第1ヴァイオリン、第2ヴァイオリン、ヴィオラ、チェロ、コントラバス）である。この編成に見合う弦楽五部の人数は「12型」で6-5-4-3-2プルト程度であり、オーケストラ総勢で60名ほどになる。
モーツァルトが交響曲第1番を父レオポルトの指導の下で作曲した際の編成は「オーボエ2、ホルン2、弦五部」であった。
以下は、古典派音楽の盛期頃（ハイドン、モーツァルト、ベートーヴェン）に多く見られる編成の例である。ただし、この頃は標準編成なるものは存在せず、オーボエ2とホルン2と弦五部に加え「パトロンからの命令」で決まった編成が多い。
- 木管楽器
  - フルート 2
  - オーボエ 2
  - クラリネット 2
  - ファゴット 2
- 金管楽器
  - ホルン 2
  - トランペット 2
- 打楽器
  - ティンパニ（1対）
- 弦楽器
  - 第1ヴァイオリン
  - 第2ヴァイオリン
  - ヴィオラ
  - チェロ
  - コントラバス

### 盛期ロマン派音楽の二管編成
後期ロマン派二管編成は、フルート、オーボエ、クラリネット、ファゴットが各2名（それぞれの派生楽器であるピッコロ、イングリッシュホルン、バスクラリネット、コントラファゴットへの持ち替えもありうる）で、ホルンが4名、トランペットが2～3名程度、さらにトロンボーンが3名、チューバが加わる。ティンパニの他に若干の打楽器が4名程度加わる。さらに編入楽器としてハープが加わる。弦楽五部（第1ヴァイオリン、第2ヴァイオリン、ヴィオラ、チェロ、コントラバス）である。この編成に見合う弦楽五部の人数は現代のコンサートにおける標準的な編成で「14型」で7-6-5-4-3プルト程度であり、オーケストラ総勢で80名ほどになる。チャイコフスキーの作品は、現在このくらいの規模で演奏される。
音響空間次第で、弦の数を変えることは可能である。結果的に、二管編成を完成させた時期はチャイコフスキーが活躍した時代である。多くの作曲家がこの編成をベースに協奏曲を書いている。
- 木管楽器
  - フルート 2 ピッコロへの持ち替えあり
  - オーボエ 2 イングリッシュホルンへの持ち替えあり
  - クラリネット 2 バスクラリネットへの持ち替えあり
  - ファゴット 2 コントラファゴットへの持ち替えあり
- 金管楽器
  - ホルン 4
  - トランペット 2
  - トロンボーン 3
  - チューバ 1
- 打楽器
  - ティンパニ（1対）
  - その他の打楽器
- 編入楽器
  - ハープ
- 弦楽器
  - 第1ヴァイオリン
  - 第2ヴァイオリン
  - ヴィオラ
  - チェロ
  - コントラバス

### ロマン派から近代にかけての三管編成
三管編成は、フルート、オーボエ、クラリネット、ファゴットが各2名にそれぞれの派生楽器が加わって、フルート、オーボエ、クラリネット、ファゴットの各セクションが3名となる。ホルンは4名程度、トランペットとトロンボーンが各3名程度、チューバ1名となる。打楽器もティンパニ1～2人を含む6名程度、編入楽器はハープ1名にさらにチェレスタが加わることがある。この編成に見合う弦楽五部の人数はいわゆる「16型」8-7-6-5-4プルト程度であり、総勢90名ほどである。
ワーグナーの「ジークフリート」はその最初の完全な形といわれている。
日本のオーケストラは三管に対して伝統的に16型で対応してきた（1980年代まで）が、近年では世界的な常識にあわせ14型に直しているオーケストラが優勢になった。結果的に三管編成を完成させた時期はラヴェルが活躍した時代である。最終的に、オーケストラに最も適したサイズとされ国際的な標準になった。近年は、14型を下回る3管編成も珍しくなくなってきている。
- 木管楽器
  - フルート 2
  - ピッコロ 1
  - オーボエ 2
  - イングリッシュホルン 1
  - クラリネット 2
  - バスクラリネット 1
  - ファゴット 2
  - コントラファゴット 1
- 金管楽器
  - ホルン 4
  - トランペット 3
  - トロンボーン 3
  - チューバ 1
- 打楽器
  - ティンパニ
  - その他の打楽器
- 編入楽器
  - チェレスタ
  - ハープ 1か2
- 弦楽器
  - 第1ヴァイオリン
  - 第2ヴァイオリン
  - ヴィオラ
  - チェロ
  - コントラバス

### 近代から20世紀中葉までの四管編成
四管編成では、フルート、オーボエ、クラリネット、ファゴットの各セクションが4名となる。ホルンも4から8人、トランペットとトロンボーンが3～4人、チューバが1～2人。打楽器もティンパニ1～2人を含む7名程度。編入楽器は4名程度。弦楽五部もいわゆる「18型」の9-8-7-6-5プルト程度となり、総勢100名にものぼる。ワーグナー、マーラー、ストラヴィンスキー、ベルクの作品には、この規模の作品が多い。その最初の形はベルリオーズのレクイエム作品5や同じくテ・デウムであるが、当時はいわゆる倍管機能のユニゾンで、後年ワーグナーがその「ニーベルングの指環」や「パルジファル」でその編成を機能的にほぼ組織化した。
国際的には四管編成には16型で対応しており、18型は稀である。ホルンが4から8人に増えるのは、ホルンは通常1パートを2人で編成する為、四管編成だと倍の8人となる。その他ワーグナーやブルックナーなどの曲でホルン奏者の一部がワグナーチューバに持ち替える為、奏者が多数必要となる。チューバの本数が増えない理由は、増数したトロンボーンがバストロンボーンやコントラバストロンボーン、チンバッソなどチューバの音域を賄える楽器である為にチューバの数が増えないと考えられる。かつては3台ハープや3台ピアノも普通に見られたが、現在ではハープや鍵盤が二台を越えることはほとんどない。結果的に、四管編成を完成させた時期はリヒャルト・シュトラウスが活躍した時代である。
- 木管楽器
  - フルート 3 アルトフルートへの持ち替えあり
  - ピッコロ 1
  - オーボエ 3
  - イングリッシュホルン 1
  - クラリネット 3
  - バスクラリネット 1
  - ファゴット 3
  - コントラファゴット 1
- 金管楽器
  - ホルン 4か6、上記の理由や木管とのバランスを取るために8本のときもある。
  - トランペット 3か4、補助を入れて5人使うこともある。
  - トロンボーン 3か4
  - チューバ 1、バランスの関係で2人のときもある。
- 打楽器 （約6人）
  - ティンパニ 1か2、4個以上、普通は6個ないし8個
  - その他の打楽器　（4人ぐらい）
- 編入楽器
  - チェレスタ
  - ハープ 1か2、バランス上4人のときもある
- 弦楽器 （普通は16型）
  - 第1ヴァイオリン、16
  - 第2ヴァイオリン、14
  - ヴィオラ、12
  - チェロ、10
  - コントラバス、8

### 20世紀以降の五管以上の編成
四管編成よりさらに大きく、各セクションが5人平均となるもの（五管編成相当）もある。ここでは、各セクション4本ずつのスタンダードの木管楽器の上に、ピッコロ、イングリッシュホルン、バスクラリネット、コントラファゴットが加わった形が多い。ホルンは8人以上。トランペットは5から6人。トロンボーンは差が大きく3人から5人。チューバは2人以上が多い。打楽器は7人以上。弦楽合奏は「20型」の10-9-7-6-5プルトが一般的でさらにオルガン・ピアノ・チェレスタ・4人以上のハープ・ギターやマンドリンが付くこともある。リヒャルト・シュトラウス、マーラー、ストラヴィンスキーの他に、シェーンベルク、ヴァレーズ、ケージ等がいる。管弦楽は120名を超える。
なお、これよりもさらに大きな編成で書かれた巨大編成の作品もある。リヒャルト・シュトラウスの「タイユフェ」作品52、ヴァレーズの「アメリカ」（1922年版)、メシアンの「アッシジの聖フランシスコ」や「閃光」、ハヴァーガル・ブライアンの交響曲、黛敏郎の「涅槃交響曲」などがそれにあたる。なおこのような木管楽器の編成は、各セクションが同程度の人数というような形式にあまり当てはまらず、フルートとクラリネットが多くなる割りには、オーボエとファゴットはあまり多くならない傾向があり、金管楽器も相当変則的になり、国際的な基準というものはない。

### 20世紀後半以後の一管編成
最も小さな編成に、木管楽器が1人ずつ程度の編成がある。ワーグナーの「ジークフリート牧歌」は、基本的に木管各1名、ホルン2、トランペット1、打楽器は無しで、弦もワーグナー自宅での初演時は1人ずつであった。これは20世紀後半の室内オーケストラを先取りするものであったが、当時は「オーケストラ」とはみなされていなかった。
ヴェーベルンの「5つの小品」作品10のように多くの打楽器や鍵盤楽器が入っていたり、同じく作品21や29、シェーンベルクの室内交響曲第1番のような変則的なものも多い。しかし、この「変則」的な組み合わせが20世紀後半の音楽では優勢になる。室内オペラはこの編成で書かれることがある。
戦後はシェーンベルクに倣い、管楽器の数が弦楽器を上回った室内オーケストラは、20世紀後半以降数多い。ヘンツェのレクイエムは弦楽器の量を管楽器が優に上回る典型例である。

## 楽器の配置

オーケストラの楽器配置の一例（「ヴァイオリン両翼配置」）

オーケストラの楽器配置（Setting, Aufstellung）にはさまざまなやりかたがある。時代によって、また指揮者の方針によって工夫が重ねられてきた。

### 古典的配置
20世紀前半から半ばにかけては、第1ヴァイオリンと第2ヴァイオリンを左右に分ける楽器配置が多かった。これは「ヴァイオリン両翼配置」「対向配置」などと通称されている。

### 現代における一般的な配置
一方、華麗なオーケストラ・サウンドを追究し続けた指揮者レオポルド・ストコフスキーは、1930年代に独自の楽器配置を造り出した。これは、客席から向かって左側から第1ヴァイオリン、第2ヴァイオリン、ヴィオラ、チェロが並び、チェロの後方にコントラバスが置かれる。つまり、客席から向かって左から右にかけて、弦楽器を高音から低音へと並べるのである。この配置は「ストコフスキー・シフト」と通称され、コンサートホールでの響きが豊潤になるという利点とともに、1950年代頃から一般的に行われるようになったレコードのステレオ録音にも適しているとみなされ、20世紀後半には世界中のオーケストラに広まっていった。
以下に、現在使われている近代的なオーケストラの配置の一例（方向は、客席側から見たもの）を示す。弦楽器は「ストコフスキー・シフト」によっている。
- 指揮者：最も前方の中央に立つ。
- 弦楽器：演奏者2人でプルトを組む。左側から第1ヴァイオリン、第2ヴァイオリン、ヴィオラ、チェロ、右側後方にコントラバスが並ぶ。
  - ただし、楽団によってはヴィオラとチェロの位置を入れ替えているところもある。
  - コンサートマスターは、第1ヴァイオリン最前列、客席側に座る。
- 木管楽器：弦楽器後方に2列で並ぶ。前列左側からフルート、オーボエ、後列左側からクラリネット、ファゴットが並ぶ。
- 金管楽器：木管楽器後方に、左側からトランペット、トロンボーン、チューバが並ぶ。ホルンはトランペットの左側に2列で並ぶことが多いが、右側になることもある。
- 打楽器：金管楽器の後方、または舞台左奥に配置される。
- ピアノ、ハープ：第1ヴァイオリンの後方に配置される。
- 合唱：合唱が含まれる曲の場合、オーケストラの後方に合唱団が配置される。

外部リンク: stage formation of orchestra （オーケストラの楽器の並べ方）

### 変則的配置
現在のオーケストラはチューバが指揮者のすぐ横にいる、またはハープが指揮者の真ん前にいる、などといった変則配置は当たり前になっている。
ルチアーノ・ベリオの「コロ」は声楽家と器楽奏者がペアを組んで座る。
前衛の時代は変則配置で当たり前、という時代だったが、現代音楽の退潮に合わせて本来の古典的な配置を好む作曲家も多い。

## 指揮者
多くの場合、指揮者は（専属契約を結んでいる場合でも）オーケストラの一員ではない。演奏会ごとに違う指揮者が指揮をすることが多い。しかし同時に、多くのオーケストラは「常任指揮者」（あるいは「首席指揮者」「音楽監督」）と呼ばれる特定の指揮者と長期にわたって演奏を行うため、その指揮者の任期中は、その指揮者の得意なレパートリーや演奏の様式によってオーケストラの個性が特徴付けられることが多く、しばしば常任指揮者や音楽監督の名前を冠して「～時代」などと言及されることもある。このような関係として特に有名なもの例を下に挙げる。
- メンゲルベルクとアムステルダム・コンセルトヘボウ管弦楽団（50年におよび、ムラヴィンスキー/レニングラード・フィルと並んで世界最長記録である）
- フルトヴェングラーとベルリン・フィルハーモニー管弦楽団
- カラヤンとベルリン・フィルハーモニー管弦楽団
- ベームとウィーン・フィルハーモニー管弦楽団
- アンセルメとスイス・ロマンド管弦楽団
- クーベリックとバイエルン放送交響楽団
- コンヴィチュニーとライプツィヒ・ゲヴァントハウス管弦楽団
- リヒターとミュンヘン・バッハ管弦楽団
- ムラヴィンスキーとレニングラード・フィルハーモニー交響楽団（50年におよび、メンゲルベルク/アムステルダム・コンセルトヘボウ管弦楽団と並んで世界最長記録である）
- トスカニーニとNBC交響楽団
- ワルターとコロンビア交響楽団
- バーンスタインとニューヨーク・フィルハーモニック
- ストコフスキーとフィラデルフィア管弦楽団
- オーマンディとフィラデルフィア管弦楽団
- ブリュッヘンと18世紀オーケストラ
- ライナーとシカゴ交響楽団
- ショルティとシカゴ交響楽団
- セルとクリーヴランド管弦楽団
- フェドセーエフとモスクワ放送交響楽団（現・モスクワ・チャイコフスキー交響楽団）(1974〜2025年の50年におよび、メンゲルベルク、ムラヴィンスキーと並んで世界最長記録である。)
- スヴェトラーノフとソヴィエト国立交響楽団（現・ロシア国立交響楽団）
- チェリビダッケとミュンヘン・フィルハーモニー管弦楽団とシュトゥットガルト放送交響楽団
- メータとイスラエル・フィルハーモニー管弦楽団
- ミュンシュとパリ管弦楽団とボストン交響楽団
- クリュイタンスとパリ音楽院管弦楽団（現在のパリ管弦楽団の設立母体）
- ノイマンとチェコ・フィルハーモニー管弦楽団
- テンシュテットとロンドン・フィルハーモニー管弦楽団
- ラトルとバーミンガム市交響楽団
- ムーティとミラノ・スカラ座管弦楽団
- デュトワとモントリオール交響楽団
- ヴァントと北ドイツ放送交響楽団
- マリス・ヤンソンスとオスロ・フィルハーモニー管弦楽団
- オスモ・ヴァンスカとラハティ交響楽団

日本人においては、
- 大植英次とミネソタ管弦楽団
- 小澤征爾と新日本フィルハーモニー交響楽団、ボストン交響楽団、サイトウ・キネン・オーケストラ
- 小林研一郎と日本フィルハーモニー交響楽団
- 秋山和慶と東京交響楽団
- 朝比奈隆と大阪フィルハーモニー交響楽団
- 尾高忠明と札幌交響楽団
- 高関健と群馬交響楽団

（団体名は在任当時）
常任指揮者以外の指揮者を「客演指揮者」と呼ぶ。多くのオーケストラでは、多数の客演指揮者を迎えることで、公演レパートリーの不足を補ったり、新しい共演により芸術的な向上を目指すことがある。しかし、かつてのフルトヴェングラーやカラヤンのように、常任指揮者の権限によって、自分の気にそぐわない指揮者に客演させないというケースも存在する。

## 用語
コンサートマスター/コンサートミストレス
多くの場合第1ヴァイオリンの首席奏者。オーケストラ全体の演奏をとりまとめ、指揮者に協力して様々な指示を出す。日本ではコンマス（コンミス）とも略称される。
首席
トップともいい、楽器（ヴァイオリンの場合はパート）ごとの第一人目の演奏者のこと。他のパートと調整を行い、パート内に様々な指示を出す。職責としての首席と、演奏位置としてのトップが異なる場合もある。また、第1ヴァイオリンの首席は、コンサートマスターが第1ヴァイオリンの場合には、これを兼務せず、コンサートマスターと別に置く場合がある。
次席、副首席
トップサイドともいい、首席を補助する。場合によって、職責としての次席と演奏位置としてのトップサイドの異なる場合がある。
ライブラリアン
楽譜を管理する。
インスペクター
演奏面以外のことで、楽団全体を取り仕切る。
ステージマネージャー
公演にかかわるすべての舞台の準備および進行を取り仕切る。公演ごとの特殊楽器の手配（場合によっては製作することもある）、劇場、ホールとの舞台関係の打ち合わせを行い、指揮者および演奏者と打ち合わせた上での楽器配置を取り仕切る。指揮者、オーケストラの楽員、ソリストなどすべての動きを把握し、曲目にあわせてセットを変える責任を負う。日本においては、ステージマネージャーは、オーケストラおよびホールのステージマネージャーを指すことが多い。また、日本では各オーケストラの専属と劇場・音楽ホール専属、制作会社専属のステージマネージャーがいる。

## 評価
2010年発行のグラモフォン誌において、"The world’s greatest orchestras"として、以下の20楽団が選出されている。
1. ロイヤル・コンセルトヘボウ管弦楽団
2. ベルリン・フィルハーモニー管弦楽団
3. ウィーン・フィルハーモニー管弦楽団
4. ロンドン交響楽団
5. シカゴ交響楽団
6. バイエルン放送交響楽団
7. クリーヴランド管弦楽団
8. ロサンゼルス・フィルハーモニー管弦楽団
9. ブダペスト祝祭管弦楽団
10. ドレスデン・シュターツカペレ
11. ボストン交響楽団
12. ニューヨーク・フィルハーモニック
13. サンフランシスコ交響楽団
14. マリインスキー劇場管弦楽団 (旧 キーロフ歌劇場管弦楽団)
15. ロシア・ナショナル管弦楽団
16. サンクトペテルブルク・フィルハーモニー交響楽団
17. ライプツィヒ・ゲヴァントハウス管弦楽団
18. メトロポリタン歌劇場管弦楽団
19. サイトウ・キネン・オーケストラ
20. チェコ・フィルハーモニー管弦楽団

## オーケストラを題材にした作品
- 映画
  - オーケストラ!（2009年、フランス）
  - オーケストラの少女（1937年、アメリカ）
  - オーケストラ・リハーサル（1979年、イタリア）
  - ここに泉あり（1955年、日本）
  - 日本フィルハーモニー物語 炎の第五楽章（1981年、日本）
  - 誇り高き戦場（1967年、アメリカ）
  - リトル・マエストラ（2012年、日本）
  - ベルリン・フィル 最高のハーモニーを求めて（ドイツ語版）（英語原題:Trip to Asia: The Quest for Harmony）（2008年、ドイツ。ドキュメンタリー映画）[16]
  - クレッシェンド　音楽の架け橋（英語版）（2019年、ドイツ）[17]
- ミュージカル
  - オケピ!
- 童話
  - セロ弾きのゴーシュ
- 漫画
  - のだめカンタービレ
  - マエストロ
  - 青のオーケストラ
- ゲーム
  - 金色のコルダ　スターライトオーケストラ